# آلان بلومنفلد
آلان بلومنفلد (بالإنجليزية: Alan Blumenfeld)‏ مواليد 4 سبتمبر 1952، هو ممثل أمريكي بدأ مسيرته الفنية عام 1983.

## الأعمال
- القتل المبرر
- ديكي روبرتس: النجم السابق الطفل
- الحلقة
- ذا دارك سايد أوف ذا مون
- مناورات
- ذا منتاليست
- نمبرز
- ستارغيت أتلانتس
- ماد من
- غريز أناتومي

## وصلات خارجية
- الموقع الرسمي
- آلان بلومنفلد على موقع IMDb (الإنجليزية)
- آلان بلومنفلد على موقع أول موفي (الإنجليزية)
- آلان بلومنفلد على موقع قاعدة بيانات الفيلم (الإنجليزية)